# Óscar Únzaga
Óscar Únzaga de la Vega (Cochabamba, Bolivia, 19 de abril de 1916-La Paz, 19 de abril de 1959) fue un político boliviano, fundador y líder de Falange Socialista Boliviana.
Únzaga fue un nacionalista boliviano católico que abogaba por la democracia cristiana, inspirándose del falangismo español. Fue autor de la tesis del Nuevo Estado Boliviano. Lideró en los años 1937 a 1952 la oposición al viejo modelo oligárquico feudal; y, posteriormente, la resistencia al régimen del Movimiento Nacionalista Revolucionario (MNR) desde 1952, hasta su fallecimiento en 1959.

## Primeros años
Nació el 19 de abril de 1916 en la ciudad de Cochabamba, Bolivia. En su etapa como estudiante de colegio, fue presidente fundador del Centro de Autoeducación y del centro Estudiantil, en la ciudad de Sucre. Únzaga quedó profundamente impactado por las desventuras y calamidades que sufría el soldado boliviano durante el enfrentamiento bélico que sostuvo Bolivia contra Paraguay, en la Guerra del Chaco.
Su nacionalismo a ultranza, amor a su patria y apego al militarismo proviene como dice uno de sus biógrafos, de su origen: “hijo del Coronel Camilo Unzaga, sobrino del Gral. Julio de la Vega y hermano militar, Alberto que falleció en la guerra del Chaco”.

## Fundación de FSB
Como estudiante universitario de agronomía, fundó el Centro Universitario Boliviano, en la ciudad de Santiago de Chile en 1937, del cual fue su presidente. Con un grupo de jóvenes estudiantes, integrado por Guillermo Koenning, Federico Mendoza, Óscar Únzaga de la Vega, Germán Aguilar y Hugo Arias, fundaron la Falange Socialista Boliviana, el 15 de agosto de 1937 en esa misma ciudad, proclamando la necesidad de instaurar en Bolivia el Nuevo Estado Boliviano. La Falange, según el propio Únzaga, "nace del dolor moral de la patria vencida"; como un reto a la adversidad, una afirmación de fe rotunda, no solo en la supervivencia sino en el destino glorioso de Bolivia.
Cuando FSB cumplió 8 años de existencia, Óscar Únzaga de la Vega, que hasta ese momento se había desempeñado como Secretario General de FSB, es nombrado jefe del partido en la Convención Nacional del año 1945 en la ciudad de Oruro. Ante los sucesos conmovedores de la escena política boliviana de esos años, FSB se traza el objetivo central de imponer una dura oposición a la alianza izquierdista en el gobierno, quien puso a Tomás Monje Gutiérrez como presidente de la nación tras un cruento golpe de Estado.
Óscar Únzaga fundó la Sociedad de artistas y escritores de Cochabamba. Fue director de los periódicos Reflejos, La Acción y La Prensa. Escribió los libros, aún inéditos, Creación de Bolivia, Biografía de Bolívar, Tupaj Katari y Reforma del plan educacional en Bolivia. También fue autor de numerosos discursos políticos y lineamientos ideológicos nacionalistas.

Bandera azul de Falange Socialista Boliviana.

## FSB en la Revolución de 1952
En esas circunstancias, el Movimiento Nacionalista Revolucionario (MNR), de Víctor Paz Estenssoro, al igual que FSB, se encontraban conspirando contra el gobierno del doctor Monje Gutiérrez y posteriores regímenes de derecha. FSB difundía reivindicaciones sociales, acusando a la oligarquía minera compuesta por los «barones del estaño» Mauricio Hochschild, Simón Iturri Patiño y Carlos Víctor Aramayo. Óscar Únzaga además levantó su estandarte político enarbolando la creación del Alma Nacional, la grandeza y la Unidad de la Patria, sobre la base de una futura solidaridad de clases.
En 1951, el MNR se alza victorioso en las elecciones presidenciales, pero no obtiene la mayoría absoluta de votos; por lo cual de acuerdo a la Ley electoral de entonces la decisión debía tomarse en el nuevo Congreso Nacional, que debía instalarse con los nuevos congresistas resultantes de aquel acto electoral; entre los tres candidatos más votados, que eran el MNR, PURS y FSB, para determinar quien debía acceder a la presidencia. Sin embargo, un golpe de Estado preparado por el propio presidente de la República Mamerto Urriolagoitia, instala una junta militar en el poder. Ante esta coyuntura, el MNR realiza el levantamiento armado el 9 de abril de 1952, llamado la Revolución del 1952, llevando a la presidencia de la república a Hernán Siles Zuazo, quien ofrece participación activa al líder de Falange para formar parte del gobierno revolucionario. Únzaga rechaza la invitación y en agosto de 1952 emite un mensaje donde menciona que el proceso revolucionario había desvirtuado sus principios originales y con esto defraudaba al pueblo boliviano, acusa al entonces gobierno del MNR de estar infiltrado por el marxismo y el trotskismo; y propone replantear las medidas centrales de la revolución. El MNR responde con la represión a 400 falangistas, quienes fueron internados en un campo de concentración en Ixiamas, al norte del departamento de La Paz. A partir de ese momento, FSB inicia la resistencia contra el régimen del MNR.[cita requerida]

## Intento revolucionario y muerte
El 19 de abril de 1959, FSB pone en marcha un plan para derrocar al gobierno del MNR, fallando rotundamente, 14 dirigentes de la Falange mueren en el intento de la toma del regimiento escolta presidencial Waldo Ballivián, siendo fusilados.
El gobierno del MNR ubica a Oscar Unzaga de la Vega y es asesinado con dos disparos en la cabeza, el 19 de abril de 1959, en la calle Teniente Oquendo, de la ciudad de La Paz. Junto a él también fue asesinado su colaborador René Gallardo con un disparo en la cabeza.
La versión oficial daba cuenta de dos suicidios, aunque el informe forense del equipo de médicos que realizó la autopsia a los cadáveres en el que participó el Doctor Hernán Messuti Ribera, determinó que fue asesinato.

## Biografía
- FSB, programa de principios y otros documentos, 1972, Cochabamba.
- Óscar Únzaga de la Vega, Mensajes a la Nación: julio de 1940, agosto de 1941, junio de 1942, febrero de 1943, agosto de 1944, septiembre de 1946, agosto de 1953, agosto de 1956, Bolivia.
- Oscar Unzaga de la Vega: semblanza del hombre y su partido, José Gamarra Zorrilla, Salamandra, 1996.
- Morir en mi cumpleaños, Lupe Cajías, 2011.
- Unzaga, la voz de los inocentes, Ricardo Sanjinés Ávila, 2013. Versión Digital 2021